# Tournon-d’Agenais
Tournon-d’Agenais (okzitanisch Tornon d’Agenés) ist eine Gemeinde mit 742 Einwohnern (Stand: 1. Januar 2022) in Frankreich im Département Lot-et-Garonne in der Region Nouvelle-Aquitaine (bis 2016: Aquitanien). Tournon-d’Agenais gehört zum Arrondissement Villeneuve-sur-Lot und zum Kanton Le Fumélois. Die Einwohner werden Tournonnais genannt.
2021 wurde Tournon-d’Agenais mit dem Prädikat Die schönsten Dörfer Frankreichs ausgezeichnet.

## Geografie
Tournon-d’Agenais liegt etwa 23 Kilometer östlich von Villeneuve-sur-Lot. Im Süden verläuft der Fluss Boudouyssou, im Norden sein Zufluss Rivièrette, welcher hier als Ruisseau du Camp Beau, später als Ruisseau de Périssan bezeichnet wird. Umgeben wird Tournon-d’Agenais von den Nachbargemeinden Bourlens im Norden, Thézac im Nordosten, Masquières im Osten, Courbiac im Südosten, Montaigu-de-Quercy im Süden, Anthé im Westen und Südwesten sowie Cazideroque im Westen und Nordwesten.

## Geschichte
Die Bastide von Tournon-d’Agenais wurde 1271 von Philipp III. gegründet. 1580 wurde die Ortschaft von den Hugenotten zerstört.

## Bevölkerungsentwicklung
| 1962                       | 1968 | 1975 | 1982 | 1990 | 1999 | 2006 | 2013 | 2018 |
| -------------------------- | ---- | ---- | ---- | ---- | ---- | ---- | ---- | ---- |
| 812                        | 1006 | 1020 | 921  | 839  | 751  | 801  | 697  | 760  |
| Quellen: Cassini und INSEE |      |      |      |      |      |      |      |      |

## Sehenswürdigkeiten
- Megalithen-Anlage der Nekropole von Bosc
- Kirche Saint-André-de-Carabaisse aus dem 12. Jahrhundert mit Umbauten bis in das 16. Jahrhundert hinein, seit 1994 Monument historique
- Kirche Saint-Barthélemy, 1884 bis 1886 erbaut
- Beffroi aus dem Jahre 1637
- Haus L’Abescat aus dem 13. Jahrhundert, seit 1912 Monument historique

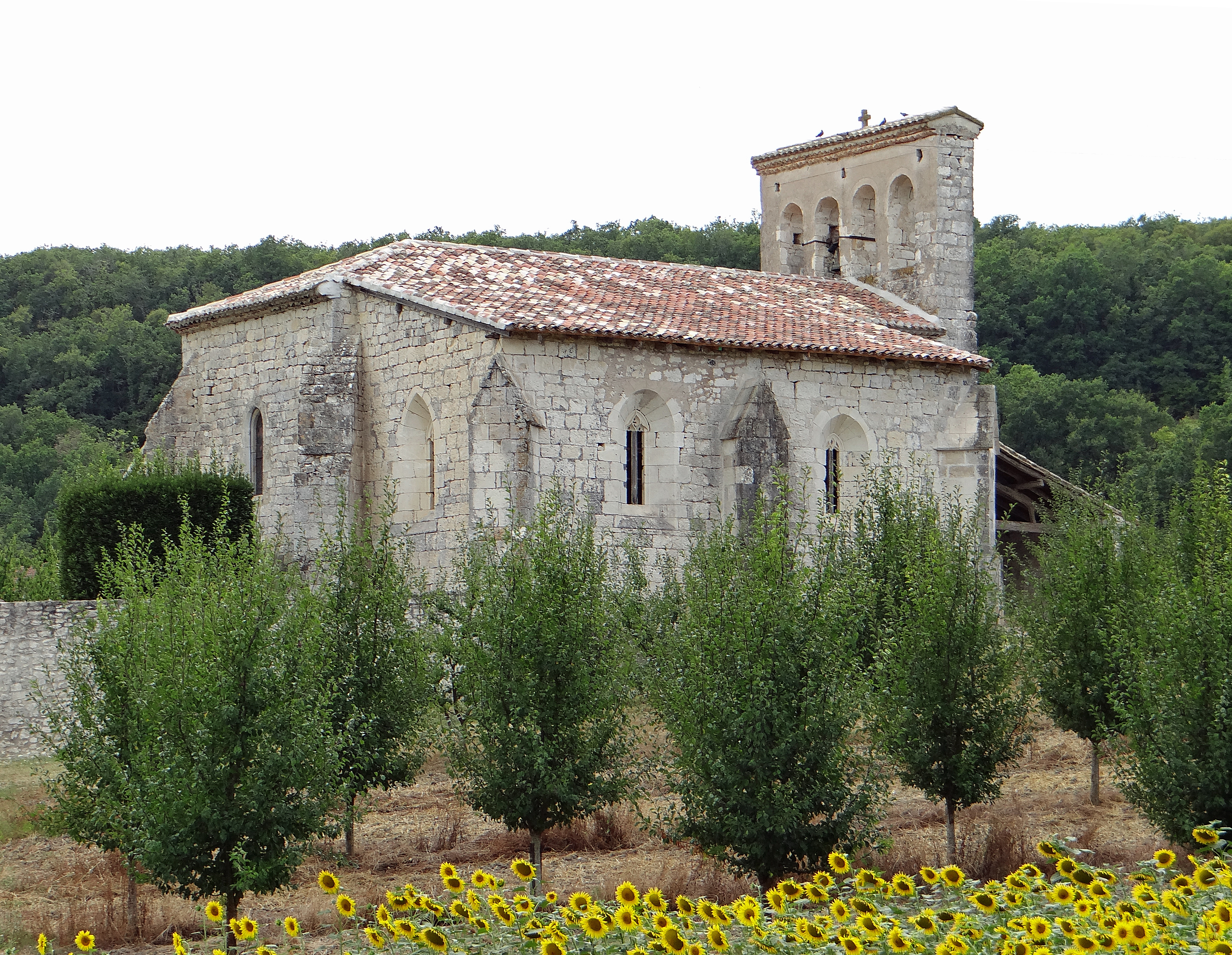
Kirche Saint-André-de-Carabaisse
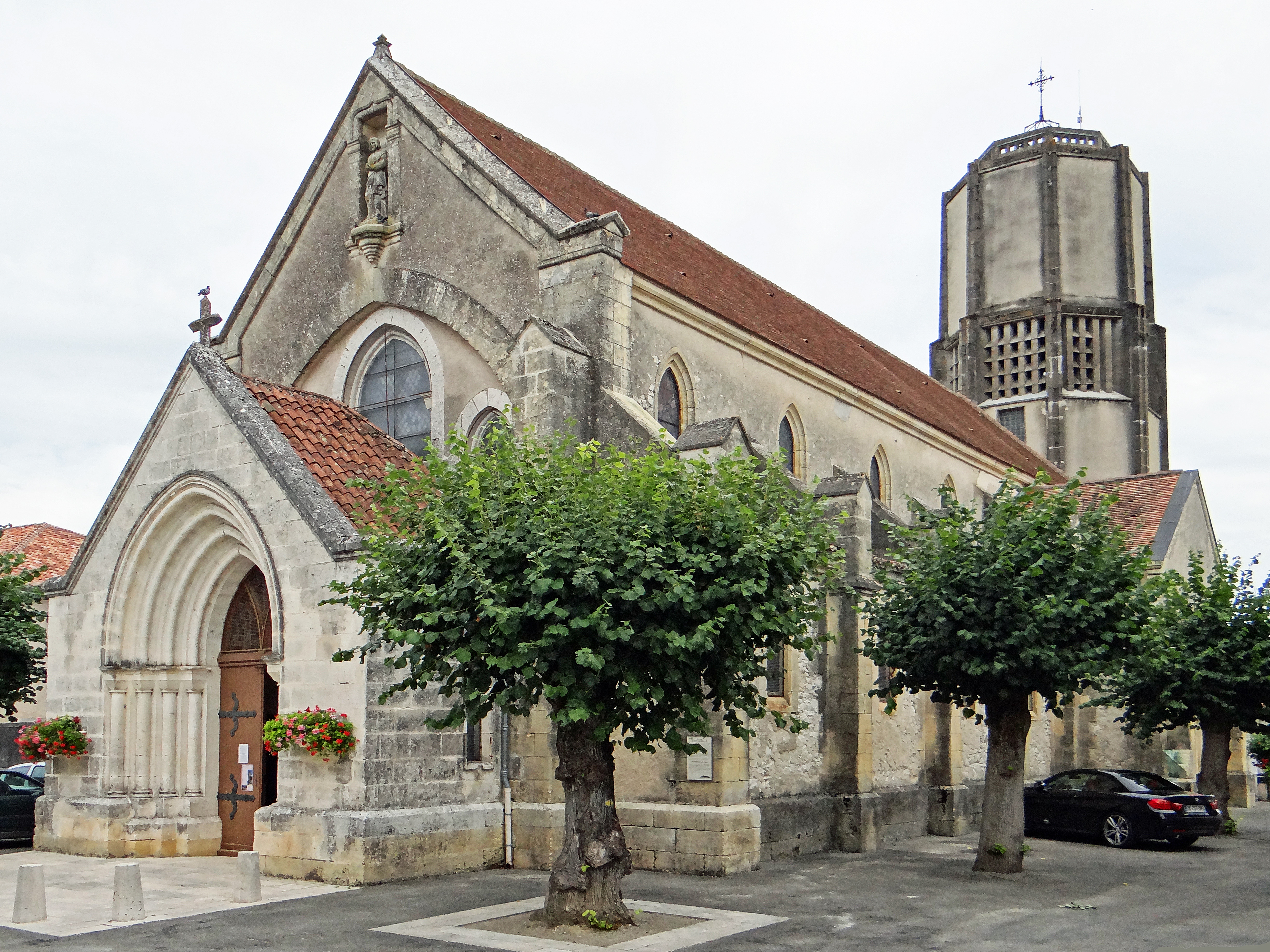
Kirche Saint-Barthélemy
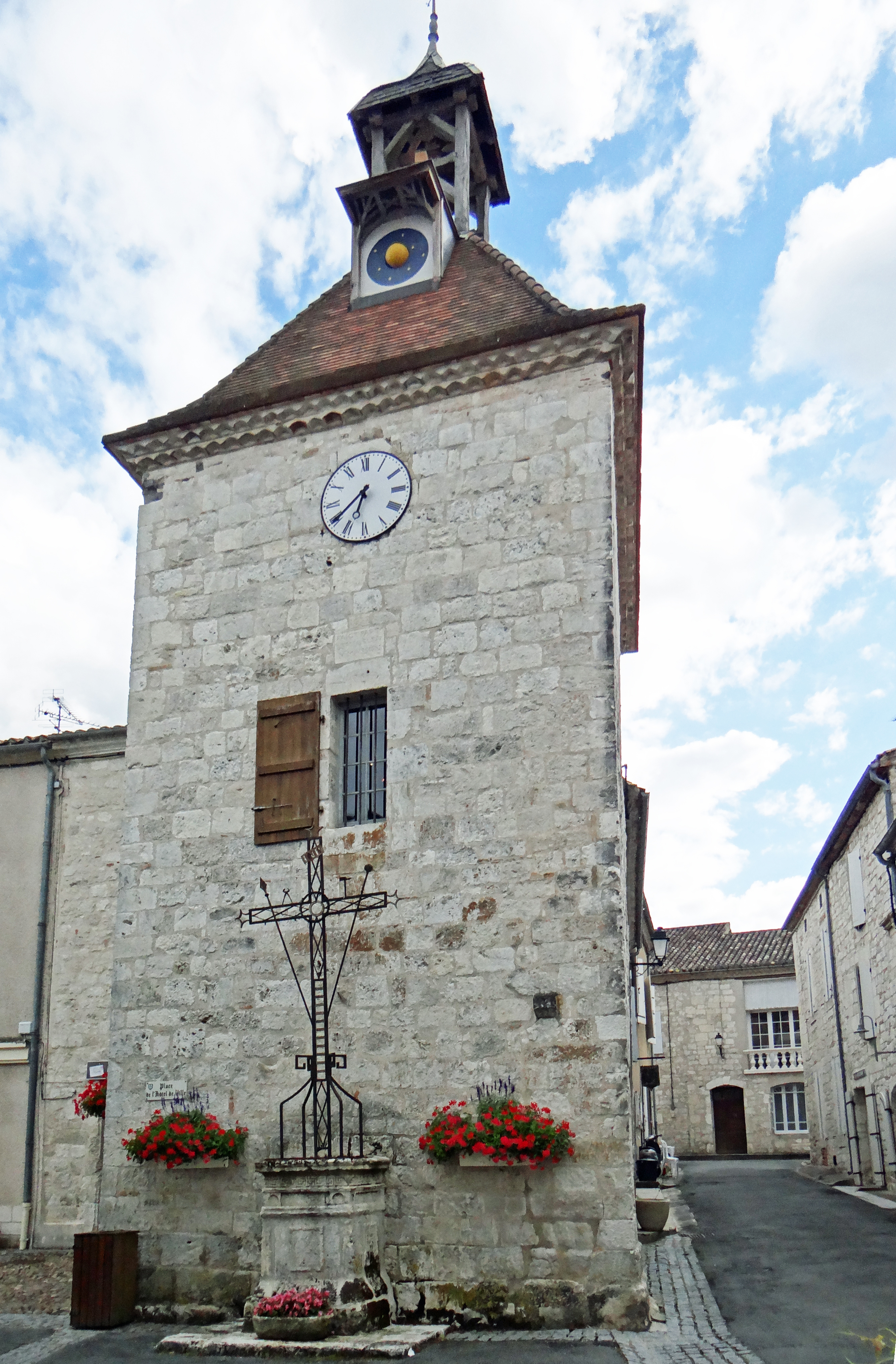
Beffroi
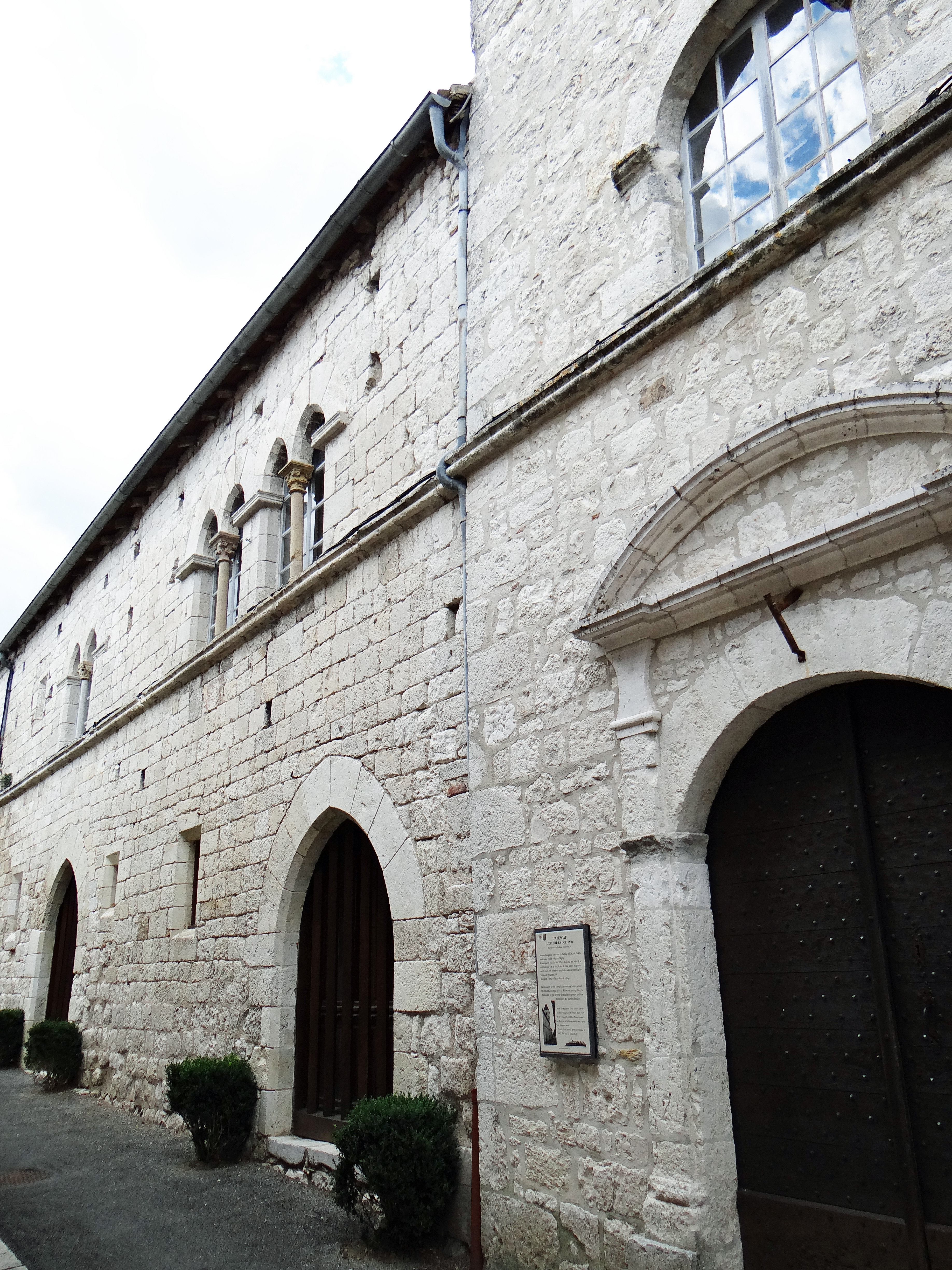
Haus L’Abescat

## Persönlichkeiten
- Joseph Rumeau (1849–1940), Bischof von Angers
- Pierre Mutz (* 1942), Präfekt von Paris, von Essonne und Polizeipräfekt